# Issoire Communauté
Die Issoire Communauté ist ein ehemaliger französischer Gemeindeverband mit der Rechtsform einer Communauté de communes im Département Puy-de-Dôme in der Region Auvergne-Rhône-Alpes. Sie wurde am 23. Dezember 2002 gegründet und umfasste fünf Gemeinden. Der Verwaltungssitz befand sich in der Stadt Issoire.

## Historische Entwicklung
Mit Wirkung vom 1. Januar 2017 fusionierte der Gemeindeverband mit  
- Communauté de communes des Coteaux de l’Allier,
- Communauté de communes Couze Val d’Allier,
- Communauté de communes du Bassin Minier Montagne,
- Communauté de communes du Lembron Val d’Allier,
- Communauté de communes du Pays de Sauxillanges,
- Communauté de communes des Puys et Couzes sowie
- Ardes Communauté

und bildete so die Nachfolgeorganisation Agglo Pays d’Issoire.

## Ehemalige Mitgliedsgemeinden
1. Le Broc
2. Issoire
3. Meilhaud
4. Pardines
5. Perrier